# Постійне місце проживання
Пості́йне мі́сце прожива́ння — місце проживання на території якої-небудь держави не менше одного року фізичної особи, яка не має постійного місця проживання на території інших держав і має намір проживати на території цієї держави протягом необмеженого строку, не обмежуючи таке проживання певною метою, і за умови, що таке проживання не є наслідком виконання цією особою службових обов'язків або зобов'язань за договором (контрактом).